# Estrées-la-Campagne

Estrées-la-Campagne este o comună în departamentul Calvados, Franța. În 1 ianuarie 2022 avea o populație de 252 de locuitori.